# 深谷里奈
深谷 里奈（ふかや りな、1973年1月28日 - ）は、名古屋を拠点に活動するフリーアナウンサー。元東海ラジオ放送アナウンサー。

## 略歴
岐阜県多治見市出身。大学卒業後、化粧品販売会社に勤務した後、名古屋タレントビューローに入所し、東海ラジオ放送に専属アナウンサー契約を結ぶ。2010年5月に第一子を出産。このため2010年4月から2010年9月まで育児休職を取得していたが2010年10月復職。2017年3月31日東海ラジオとの契約満了で退社したが、同年4月以降もフリーアナウンサー・パーソナリティーとして現在の東海ラジオの担当番組に出演している。
本名は非公表であり、改姓前の「深谷里奈」名義でアナウンサー活動をしている。これは結婚時の条件として、結婚相手の親族に「業界人であることを大ぴらにしないこと」と言われているためである。

## 性格・パーソナリティーなど
- 音楽大学出身ということもありポップスを中心に音楽に造詣が深く、Brand New JやPortable Song!でもその造詣の深さを披露している。
- 高等学校の音楽の免許も持っている。
- 東海ラジオの女子アナ一のグルメで食べ物にまつわる逸話は多い。ただ体型に反映されてしまうため小島一宏などにいじられることがしばしばある。
- 「全身がおっぱい」と放送で公言し、独身時代の番組で源石和輝アナとお互いの性生活を奔放に披露するなどエロ話大好きというイメージがある。しかし結婚以降「ダンナの親族が聞いている」との理由で封印している。
- コスプレ好きでも知られ、マツケンサンバIIでの松平健を真似た衣装を自ら製作し、宴席などで披露する写真が東海ラジオHPに掲載されている。
- 高所恐怖症で「アナウンサーとして一番嫌な仕事は、バンジージャンプをやれと言われたこと」と振り返っている。南知多グリーンバレイの取材で大澤広樹アナと取材に行ったとき、ディレクターからバンジージャンプをするように言われたが30分間ジャンプ台に立ち尽くしたものの泣き出して断念したという。むりやりやらせたディレクターを今でも恨んでいるという。
- 豪笑するとき、明石家さんまばりの引き笑いとなる。
- 料理も上手で、料理を作り、天野良春のラジオクルージングなどで紹介するコーナをもっていた。
- 普段は神野三枝とお揃いのメガネをかけているが、人前ではコンタクトレンズを着用しており、東海ラジオのホームページに唯一ともいっていいメガネ着用の深谷の写真が掲載されている。

## 出演番組
特筆のないものは全てTOKAI RADIO（東海ラジオ）の番組。

### 現在
- 安江のぶおのRadio Smile!

### 過去
- おはよう松原敬生です
- Portable Song!
- 2COOL!（2006年ナイターオフ、木曜）
- 小島一宏 モーニングあいランド
- Brand New J
- 深谷里奈の年リク!!（土曜 19:00 - 20:00）
- 安蒜豊三 夕焼けナビ（木・金曜 16:00 - 17:45）
- 吟ちゃんのみんなにエール!（日曜 9:30 - 9:40）
- 山浦・深谷のヨヂカラ!（平日 16:00 - 17:45）
- 山浦!深谷!イチヂカラ!（平日 13:00 - 16:00）
- 幸福への出発 - 宗教番組という特殊な番組のため、公式サイト等での掲載は一切されていなかった。
- 吉野貴士のヨシノ話

## CM
過去のものも含む
- ユニモール ※不定期
- 中央歯科産業
- チタカ・インターナショナル・フーズ（パステルのみ）
- 明方ハム
- 夢屋書店
- JAめぐみのとれったひろば
- 無限堂（サウンドロゴのみ）
- 愛知県茶商工業協同組合（愛知のお茶祭り）
- JAあいち経済連パールライス
- 文化シヤッター
- JA全農岐阜
- 酒のすぎた※不定期
- 理研産業補聴器センター
- 名古屋観光ホテル ※不定期
- ご飯がススムシリーズ（ピックルスコーポレーション、時報CM）
- プレイランド平和・第一平和
- 愛知冠婚葬祭互助会 愛昇殿
- 平松剛法律事務所
- ガーデンテラス鵜沼駅前II
- スゴイダイズヨールグルト（大塚チルド食品。同僚の源石和輝アナとともに担当）
- ザ・グランドティアラ
- 養老軒 ※不定期
- MARUMANぱとす（2012年）
- JA共済（松原敬生と共演したバージョンのほか、単独出演のバージョンもある）
- 丸明
- かねふくめんたいパークとこなめ（2012年）

など